# Sabine Vitua

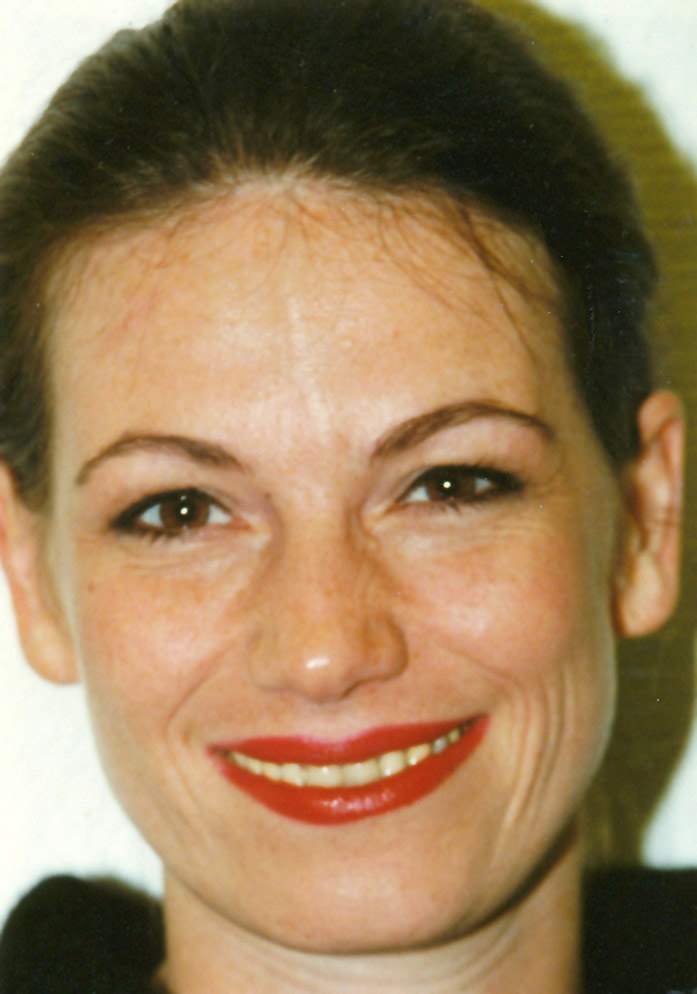
Sabine Vitua

Sabine Vitua (* 30. Mai 1961 in Ludwigshafen am Rhein) ist eine deutsche Schauspielerin.

## Leben
Vitua erhielt ihre Ausbildung von 1983 bis 1987 als Schauspielerin an der Universität der Künste Berlin.
Ihre erste Rolle hatte sie in der ARD-Fernsehserie Die glückliche Familie. Seitdem ist sie in zahlreichen verschiedenen Film- und Fernsehrollen zu sehen. 1995 trat Vitua erstmals im Tatort auf. Kinorollen übernahm sie 2004 in Thunder Perfect Mind von Jordan Scott und 2005 in Der Junge ohne Eigenschaften von Thomas Stiller. Im Fernsehen war sie unter anderem in Sternenfänger, Ein Fall für zwei und Die Pfefferkörner zu sehen. Bekannt ist sie vor allem für die Rolle der Regine Holl in der Sitcom Pastewka, in der sie Bastian Pastewkas Managerin in zehn Staffeln verkörperte. In der ARD-Telenovela Rote Rosen spielte Vitua von 2007 bis 2008 in der dritten Staffel mit Christoph Kottenkamp das Protagonistenpaar. 2017 war sie im Drama Axolotl Overkill und 2018 im Kinder- und Jugendfilm Zu Weit Weg zu sehen.
Sabine Vitua ist seit 2009 mit dem Regisseur Joseph Orr verheiratet, den sie am Set von Pastewka kennengelernt hat. Sie lebt in Berlin.

## Filmografie
- 1990: Die glückliche Familie (Fernsehserie, Folge: Kassensturz)
- 1994: Südstern (Kurzfilm)
- 1994: Frauenarzt Dr. Markus Merthin (Fernsehserie, Folge: Mechthilds Baby)
- 1995: Tatort – Endstation (Fernsehreihe)
- 1995–1999: Wolffs Revier (Fernsehserie, 2 Folgen, verschiedene Rollen)
- 1995: Zu Fuß und ohne Geld
- 1996: Unbeständig und kühl
- 1996: Zwei Leben hat die Liebe
- 1997: Freunde fürs Leben (Fernsehserie, Folge: Singleblues)
- 1997: Faust (Fernsehserie, Folge: Powerslide)
- 1997: Kalte Küsse
- 1997–1998: Die Aubergers (Fernsehserie, 4 Folgen)
- 1998: Tatort: Bildersturm
- 1998: Die Mädchenfalle – Der Tod kommt online
- 1998–2000: Balko (Fernsehserie, 27 Folgen)
- 1998: Ein Mord für Quandt (Fernsehserie, Folge: Die Fremde)
- 1999: Der Kopp
- 1999: Lieber böser Weihnachtsmann
- 1999: Wilsberg und die Tote im See (Fernsehreihe)
- 1999–2002: Die Pfefferkörner (Fernsehserie, 18 Folgen)
- 2000: Heimliche Küsse – Verliebt in ein Sex-Symbol
- 2000: Ritas Welt (Fernsehserie, 3 Folgen)
- 2001: Mutter wider Willen
- 2001: Bei aller Liebe (Fernsehserie, Folge: Mutter für einen Tag)
- 2001: Reise des Herzens
- 2001–2021: SOKO Leipzig (Fernsehserie, 2 Folgen, verschiedene Rollen)
- 2001: Besuch aus Bangkok
- 2001: Victor – Der Schutzengel (Folge: Claudias Geheimnis)
- 2001: Die Wunde
- 2001–2005: SK Kölsch (Fernsehserie, 3 Folgen, verschiedene Rollen)
- 2002: Wie verliebt man seinen Vater?
- 2002: Dein Mann wird mir gehören!
- 2002: Nikola (Fernsehserie, Folge: Die Intrigantin)
- 2002: Ein ganzer Kerl für Mama
- 2002: Sternenfänger (Miniserie, 18/26 Folgen)
- 2002: Zwei Profis (Fernsehserie, 1 Folge)
- 2002: Nr. 23, oder wie der Honiglöffel in die Wäsche kam (Kurzfilm)
- 2003: Tatort – Frauenmorde
- 2003: Beach Boys – Rette sich wer kann
- 2003: Der Ermittler (Fernsehserie, Folge: Tödliches Wiedersehen)
- 2003: Der gestohlene Mond
- 2003: Broti & Pacek – Irgendwas ist immer (Fernsehserie, 1 Folge)
- 2003: Im Namen des Gesetzes (Fernsehserie, Folge: Schnappschuß)
- 2003: Der Bulle von Tölz: Strahlende Schönheit (Fernsehreihe)
- 2003: Klinik unter Palmen (Fernsehserie, 2 Folgen)
- 2003: Polizeiruf 110: Kopf in der Schlinge (Fernsehreihe)
- 2003: Tatort: Schattenlos
- 2003: Abschnitt 40 (Fernsehserie, Folge: Seelenfrieden)
- 2004: Die Liebe hat das letzte Wort
- 2004–2005: Mein Chef und ich (Fernsehserie, 8 Folgen)
- 2005–2025: In aller Freundschaft (Fernsehserie, 6 Folgen, verschiedene Rollen)
- 2005: Der letzte Zeuge (Fernsehserie, Folge: Lügner leben länger)
- 2005: Liebe wie am ersten Tag
- 2005: Die Rosenheim-Cops (Fernsehserie, Folge: Der Kaiser ist tot)
- 2005: Die Rettungsflieger (Fernsehserie, 5 Folgen)
- 2005–2014, 2018–2020: Pastewka (Fernsehserie, alle Folgen)
- 2005–2013: Ein Fall für zwei (Fernsehserie, 3 Folgen, verschiedene Rollen)
- 2006: Rose unter Dornen
- 2006: Fünf Sterne – Überraschungsgast
- 2006: Mit Herz und Handschellen (Fernsehserie, Folge: Der falsche Freund)
- 2006: Typisch Sophie (Fernsehserie, 1 Folge)
- 2006: Meine bezaubernde Nanny
- 2006–2012: Großstadtrevier (Fernsehserie, 2 Folgen, verschiedene Rollen)
- 2007: Weißblaue Geschichten (Fernsehserie, 2 Folgen)
- 2007: Unser Charly (Fernsehserie, Folge: Charly macht Musik)
- 2007: Pfarrer Braun – Das Erbe von Junkersdorf (Fernsehreihe)
- 2007: Stadt, Land, Mord! (Fernsehserie, 1 Folge)
- 2007: Polizeiruf 110: Tod eines Fahnders
- 2007–2008: Rote Rosen (Fernsehserie, 224 Folgen)
- 2008: SOKO Kitzbühel (Fernsehserie, Folge: Mordkomplott)
- 2009–2025: SOKO Wismar (Fernsehserie, 2 Folgen, verschiedene Rollen)
- 2010: Das Traumhotel – Sri Lanka (Fernsehreihe)
- 2010: Kommissar LaBréa – Todesträume am Montparnasse (Fernsehreihe)
- 2010: Ein Fall für Fingerhut
- 2010: Mord mit Aussicht (Fernsehserie, 1 Folge)
- 2011: Toni Costa – Kommissar auf Ibiza: Der rote Regen (Fernsehreihe)
- 2011: Danni Lowinski (Fernsehserie, 1 Folge)
- 2011: Niemand ist eine Insel
- 2011: Heiter bis tödlich: Henker & Richter (Fernsehserie, 1 Folge)
- 2011: Rindvieh à la Carte
- 2012: Der Staatsanwalt (Fernsehserie, 1 Folge)
- 2012: Tatort: Der traurige König
- 2012: Der Rekordbeobachter
- 2012: Die Garmisch-Cops (Fernsehserie, 1 Folge)
- 2012: Notruf Hafenkante (Fernsehserie, 1 Folge)
- 2012: Marie Brand und das Lied von Tod und Liebe
- 2012: Der Cop und der Snob (Fernsehserie, 1 Folge)
- 2013: Alarm für Cobra 11 – Die Autobahnpolizei (Fernsehserie, 1 Folge)
- 2013: Fingerspiel (Kurzfilm)
- 2013: Erste Liga (Kurzfilm)
- 2014: Polizeiruf 110: Käfer und Prinzessin
- 2014: Überleben an der Scheidungsfront
- 2014: Tatort: Wahre Liebe
- 2015: 600 PS für zwei
- 2015: Um Himmels Willen (Fernsehserie, 4 Folgen)
- 2015: Küstenwache (Fernsehserie, 1 Folge)
- 2015: Und dann noch Paula
- 2015: Frauenherzen
- 2016: Gottlos – Warum Menschen töten
- 2016: SOKO München (Fernsehserie, 1 Folge)
- 2016: Bettys Diagnose (Fernsehserie, 1 Folge)
- 2016–2017: Die Chefin (Fernsehserie, 2 Folgen)
- 2016: 'nissa – Geschichten aus dem Leben
- 2016: Morden im Norden (Fernsehserie, 1 Folge)
- 2016: Wolfsland: Ewig Dein (Fernsehreihe)
- 2017: Inga Lindström – Liebesreigen in Samlund
- 2017: Axolotl Overkill
- 2017: Krügers Odyssee
- 2018: Liebesfilm
- 2018: Oma ist verknallt
- 2018: Opa wird Papa
- 2018: Einstein (Fernsehserie, 1 Folge)
- 2018: Inga Lindström – Die Braut vom Götakanal
- 2018: Der Lehrer (Fernsehserie, 2 Folgen)
- 2018: Wilsberg: Mörderische Rendite
- 2018: Milk & Honey[9]
- 2018: Herzkino.Märchen: Der Froschkönig
- 2019: Der Bulle und das Biest (Fernsehserie, 4 Folgen)
- 2019: Beste Schwestern (Fernsehserie, 1 Folge)
- 2019: Scheidung für Anfänger
- 2019: Jenny – Echt gerecht (3 Folgen)
- 2019: Wolfsland: Heimsuchung
- 2019: Zu weit weg
- 2020: Ein starkes Team: Parkplatz bitte sauber halten (Fernsehreihe)
- 2020: Ein Tisch in der Provence (Fernsehserie, 4 Folgen)
- 2020: Die Küstenpiloten (Fernsehserie, 1 Folge)
- 2021: Inga Lindström – Geliebter Sven
- 2021: SOKO Potsdam (Fernsehserie, 1 Folge)
- 2021: Wolfsland: Böses Blut (Fernsehreihe)
- 2022: Fritzie – Der Himmel muss warten: Risiken und Nebenwirkungen (Fernsehreihe)
- 2022: Hubert ohne Staller (Fernsehserie, Folge: Harte Landung)
- 2022: SOKO Stuttgart (Fernsehserie, 1 Folge)
- 2022: Over & Out
- 2023: Weil wir Champions sind
- 2023: Ein Fall für zwei (Fernsehserie, 2 Folgen)
- 2023: Ein Regenbogen zu Weihnachten
- 2024: Zwei Erben sind einer zu viel
- 2024: Dünentod – Falsches Spiel (Fernsehserie, 1 Folge)
- 2024: Wäldern (Fernsehserie, 2 Folgen)
- 2025: Nord bei Nordwest – Das Nolden-Haus

## Hörspiele
- 1995: Steffen Kopetzky: Die Entdeckung der Pyramiden – Regie: Ulrich Simontowitz (Hörspiel (Kunstkopf) – SFB)